# 4.0 (Band)
4.0 war eine vierköpfige US-amerikanische R&B-Band. Sie feierte im Jahr 1997 kurzlebigen Erfolg in den US-amerikanischen Hitparaden.

## Hintergrund
Produziert von Jimmy Jam und Terry Lewis kam im Sommer 1997 die Ballade Have a Little Mercy auf den Markt, die sich in den Vereinigten Staaten zu einem kleineren Hit in den Billboard Hot 100 entwickelte und sich dort 20 Wochen hielt. In den genrespezifischen R&B-Charts stieg die Single bis auf Platz 28. Im September 1997 erschien beim Plattenlabel A&M Records das Debütalbum der Band, das nur Platz 100 der R&B-Albumcharts erreichte.

## Diskografie
Alben
- 1997: 4.0

Singles
- 1997: Have a Little Mercy